# Марк (Левкив)
Архиепи́скоп Ма́рк (в миру Михаи́л Степа́нович Ле́вкив, укр. Михайло Степанович Левків; род. 20 ноября 1979, Реклинец, Львовская область) — архиепископ Кропивницкий и Голованевский Православной церкви Украины.

## Биография
Родился 20 ноября 1979 года в селе Реклинец Львовской области. С 1986 по 1997 год обучался в Реклинецкой средней общеобразовательной школе. В 1994 году окончил также художественную школу в городе Великие Мосты. В 1999 году поступил в Волынскую православную богословскую академию, которую окончил в 2003 году по первому разряду.
По благословению митрополита Луцкого и Волынского Иакова (Панчука) 17 апреля 2003 года епископом Черниговским и Нежинским Михаилом (Зинкевичем) был пострижен в монашество с именем Марк (в честь преподобного Марка подвижника Киево-Печерского).
По благословению митрополита Луцкого и Волынского Иакова 18 апреля 2003 года в Свято-Троицком кафедральном соборе города Луцка епископом Черниговским и Нежинским Михаилом был рукоположён в сан иеродиакона, а 20 апреля в том же соборе тем же архиереем — в сан иеромонаха.
С сентября 2003 по ноябрь 2008 года по решению Священного синода УПЦ КП находился в должности настоятеля Жидичинского Николаевского монастыря в селе Жидичин Волынской епархии.
Решением педагогического совета Волынской православной богословской академии с сентября 2003 года был назначен духовником учебного заведения.
С 2007 года был духовником женского монастыря Рождества Христова города Владимир-Волынского.
С 2006 по 2007 год занимал должность наместника монастыря Рождества Христова города Луцка, а также настоятеля местного прихода Великомученика Димитрия. В этот период был духовником Молодёжного православного братства Николая Святоши, князя Луцкого.
13 октября 2007 года был возведён в достоинство игумена и назначен секретарем Волынской епархии (УПЦ КП).
В ноябре 2008 года по благословению патриарха Филарета (Денисенко) был освобождён от всех должностей и послушаний в Волынской епархии и переведён в клир Киевской епархии с зачислением в братию Михайловского Златоверхого монастыря.
С ноября 2008 по январь 2009 года исполнял обязанности секретаря патриарха Филарета (Денисенко).
8 января 2009 года за богослужением в Михайловском Златоверхом соборе города Киева патриархом Филаретом был возведён в достоинство архимандрита.
25 января 2009 года решением Священного синода УПЦ КП был избран для рукоположения в сан епископа Кировоградского и Головановского. 1 февраля 2009 года патриархом Филаретом (Денисенко) в сослужении митрополита Переяслав-Хмельницкого Димитрия (Рудюка), архиепископов Луцкого и Волынского Михаила (Зинкевича), Черкасского и Чигиринского Иоанна (Яременко), епископов Харьковского и Богодуховского Лаврентия (Миговича), Черниговского и Нежинского Иллариона (Процика) и Васильковского Евстратия (Зори) был рукоположён в сан епископа Кировоградского и Голованевского.
15 декабря 2018 года в числе других архиереев УПЦ КП принял участие в объединительном Соборе в храме Святой Софии в Киеве. 5 февраля 2019 года был утверждён на служение в своей епархии с титулом «Кропивницкий и Голованевский».